# 韓暨
韓暨（150年代—238年4月10日），字公至，南陽堵陽人。秦末將領韓王信的後代。東漢末及三國時曹魏官員。

## 生平
韩暨的祖父韩术官至河东太守，父亲韩纯官至南郡太守。韓暨同縣豪族陳茂，曾經誣陷中傷韓暨父兄，幾乎令他們判死刑。韓暨表面上沒有反應，但卻暗地裏儲錢及尋找死士，最終殺掉陳茂，以他的人頭墓祭祀父親，韓暨亦因此出名。後舉孝廉，司空辟命，都不應命，更加改名換姓，隱居於魯陽山中。當時又遇到山民結黨作賊，要四處搶掠。韓暨於是買了牛和酒宴請他們的首領，向他們陳說安危利害，最終山民解散，沒有當賊作亂。後來為避袁術徵召，又遷到山都山上。後來劉表又以禮辟命，韓暨又逃到孱陵邊界居住，在當地得到人們敬愛，令到劉表憤恨，韓暨害怕，只好應命，任宜城長。
建安十三年（208年），曹操佔荊州，辟命韓暨為丞相士曹屬。後任樂陵太守，監冶謁者。因為冶練用的馬排效率不高，於是改用水排，效率是用馬排的三倍。任內七年，器具都充實，獲朝廷下詔褒讚，加司金都尉，班亞九卿。曹丕稱帝後封宜城亭侯。黃初七年（226年），遷太常，進封南鄉亭侯。
當時魏國代漢，新都洛陽，制度還未完備，宗廟等都留在鄴城。身為太常的韓暨建議迎鄴的神主到洛陽，建洛陽廟，四季定時參祭，尊崇正規禮儀而廢棄其他祭禮。在職八年後以病辭職，任為太中大夫。
景初二年因盧毓推薦，於二月癸卯（238年2月12日）下詔被任命為司徒，同年四月庚子（4月10日）逝世，年逾八十，諡恭侯。

## 家族

### 祖父
- 韓術，官至河東太守。

### 父亲
- 韓純，官至南郡太守。

### 子
- 韓肇，嗣子。
- 韓繇，韓暨次子，官至高陽太守。

### 孫
- 韓邦，字长林，韓肇之子，嗣侯。年少时有才学，入仕西晉，歷任野王令及新城太守，有政绩。担任新城太守时因为提拔野王故吏为新城官员，惹怒晋武帝，晋武帝处死韩邦。
- 韓洪，韓繇之子，官至侍御史。

### 曾孫
- 韓保，韓洪長子，鞏令，被趙王倫誅殺。
- 韓壽，韓洪次子，晉散騎常侍，河南尹，死後追贈驃騎將軍。
- 韓鑒，韓洪三子，吳王友，被趙王倫誅殺。
- 韓預，韓洪四子，車騎長史、散騎侍郎，被趙王倫誅殺。
- 韓蔚，韓洪少子，少有器望，被趙王倫誅殺。

### 玄孫
- 韓謐，韓壽長子，因賈充無後而過繼入賈家作為後嗣。
- 韓慰祖，韓壽幼子，被趙王倫誅殺，韓氏絕滅。

### 後代
- 韓延之，東晉、南朝宋時人。[4]

## 延伸阅读
[在维基数据编辑]
 《三國志/卷24》，出自陳壽《三國志》